# تايرون سيمونز
تايرون سيمونز (بالإنجليزية: Tyrone Simmons)‏ هو مبارز بالسيف أمريكي، ولد في 5 يوليو 1949 في فيلادلفيا في الولايات المتحدة.

## وصلات خارجية
- تايرون سيمونز على موقع أوليمبيديا (الإنجليزية)